# Аккомпаниаторша
«Аккомпаниаторша» — французский драматический фильм 1992 режиссёра Клода Миллера по мотивам одноимённого романа Нины Берберовой.

## Сюжет
Зима 1942 года, оккупированная немцами Франция. Юная пианистка Софи нанята для аккомпанирования известной певице Ирен Брайс, жене ведущего дела с нацистами бизнесмена Чарлза Брайса.
Для девушки, живущей с одинокой матерью, голодающей, инстинктивно засовывающей на банкетах булочки в сумочку, начинается новая жизнь. Ей открывается мир нескончаемых вечеринок, приёмов, сольных вечеров — сытая роскошная светская жизнь, не прекратившаяся для некоторых и при нацистах.
Софи очарована талантом Ирен и отчаянно счастлива новой работе. Но вскоре, получившая возможность выступать перед огромной ликующей аудиторией, она понимает, что признание это только для Ирен, а она всегда на втором плане. К чувству очарования и любви к певице добавляется ревность, приобретающая новую форму после того как Софи обнаруживает, что у Ирен тайный от мужа роман с бойцом сопротивления Жаком. Вовлечённая в интригу с любовными письмами, Софи разрывается между преданностью Ирен, и обманываемому Чарльзу, который хорошо к ней относится и, как она знает, безумно любит свою жену.
С изменением политической обстановки Чарльз вынужден бежать в Англию, Ирен и Софи следуют с ним. Но в Лондон также прибывает и Жак…

## В ролях
Главные роли:
- Роман Боринже — Софи
- Елена Сафонова — Ирен Брайс, оперная певица
- Ришар Боринже — Чарльз Брайс
- Самюэль Лабарт — Жак

Также в фильме снимались: Жюльен Расам, Нелли Боржо, Бернар Верли, Нильс Дюбос, Клод Риш, Марсель Бербер, Ив Эллиот, Саша Брике, Барбара Хикс.

## Литературная основа
В сюжете картины легко можно обнаружить «костяк» сюжета одноимённого романа 1934 года Нины Берберовой, хотя в титрах это никак не отражено. Изменились время и место действия: вместо Москвы и среды будущих белоэмигрантов в Париже — бежавшие из Парижа в Англию французы, при этом:

Однако остался пристальный взгляд, сознающей свою ничтожность героини в сравнении с оперной «дивой», её внутренняя драма, равно как и название художественного произведения, «объекта культуры». Но к кинорежиссёру не может быть никаких претензий, поскольку, по мысли А. Тарковского, «Только при наличии собственного взгляда на вещи, режиссёр становясь своего рода философом, выступает как художник, а кинематограф — как искусство».— 
Отмечено некое «перевёрнутое» отношение к литературному источнику — роман написан до войны, а всю войну Нина Берберова провела в оккупированном немцами Париже.

## Критика
Заметно фабульное сходство фильма с самым успешным фильмом Франсуа Трюффо 1980 года «Последнее метро», последней части его трилогии о деятелях искусства, но с той разницей, что главная героиня не актриса, а певица, и её супруг не скрывается от нацистов, а напротив, продолжает и при них вести великосветский образ жизни.
Кинокритик Хэл Хинсон отмечал, что режиссёр ясно даёт понять, что отношения героев в фильме — символические, но визуальные подсказки режиссёра так и не позволяют сделать вывод о чём же он хотел сказать, и тема остаётся нераскрытой:

 …параллели раскладываются, а затем игнорируются. Некоторые из них подразумевают, что Софи была столь же запятнана своей связью с Чарльзом и Ирен, как и их совместная работа с нацистами. И всё же, это рассматривается так неопределенно, что такое значение неясно. Что, Софи похожа на французов, которые наблюдали за нацистами, но ничего не сделали?— кинокритик Хэл Хинсон, The Washington Post, 1994
По словам кинокритика Роджера Эберта в сюжете фильма нет чёткой этики «Касабланки», он удивителен, радует своей сложностью и требует внимания:

Это не фильм о жадных французских коллаборационистах, и не ремейк «Всё о Еве» (хотя некоторое время кажется он двигается в направлении этой насмешливой истории о дублёрше). Нет, это больше о том, что всё не так просто, как кажется; о том, что люди будут делать многое, чтобы обеспечить себе комфорт и успех, но есть некоторые вещи, которые некоторые люди делать не будут. … Этот фильм не предлагает быстрых голливудских решений, в которых чётко идентифицируются добрые и злые персонажи. Там нет в конце обвинений или похвал. Возможно, Миллер рассказывает притчу, а Софи — это вишиская Франция, сосуществующая с коллаборационистами, чтобы выжить, но остающаяся настороженной и отстранённой. … Чарльз пытается заключить сепаратный мир не столько с воюющими сторонами, сколько с самим собой. Фильм задаёт вопрос — возможно ли это? Его название, возможно, означает больше, чем сначала кажется.
Оригинальный текст (англ.)This is not a film about greedy French collaborationists, nor is it a remake of "All About Eve," although for a time it seems to be heading in the direction of that mocking story about the understudy who replaces her patroness. No, it is more about how nothing is as simple as it seems; about how people will do much to assure their comfort and success, but there are some things that some people will not do. ...This movie offers no quick Hollywood solutions in which the good and evil characters are clearly identified. There is no parceling out of blame and praise at the end. Perhaps Miller is telling a parable, and Sophie is Vichy France, coexisting with collaborators to survive, yet remaining watchful and aloof. ... Charles tries to make a separate peace, not so much with the warring parties as with himself. The movie asks if this is possible. Its title perhaps means more than at first it seems.
— Роджер Эберт
Все рецензенты дали высокую оценку игре актёров.
Так, кинокритик Александр Фёдоров назвал неожиданной работу Елены Сафоновой:

В начале фильма у меня были сомнения в том, что Елена Сафонова сможет вписаться в эту французскую историю. Однако с первых же кадров актриса органично вошла в киноансамбль. Её французское произношение с легким славянским акцентом (обоснованное в фильме русским происхождением певицы) радует слух. Аристократические манеры, элегантность и обаяние её героини вызывают восхищение.— Александр Фёдоров
Однако, по мнению кинооператора Дмитрия Долинина режиссёр и оператор фильма использовали не тот набор приёмов съёмки в работе с актрисой, и дал невысокую оценку их работе:

Привлекательное лицо актрисы Елены Сафоновой хорошо знакомо всем любителям кино. Но вот недавно мне довелось посмотреть французский фильм «Аккомпаниаторша», и я увидел во внешности героини Сафоновой незнакомого человека — злобного и рационально сухого. Эти качества, казалось бы, совершенно не свойственны актрисе. В этом фильме её экранная внешность, созданная съемочной группой, противоречит тому, что актрисе приходится играть. … С моей точки зрения, фильм очень слаб, в том числе и из-за неверного решения персонажа Сафоновой.— Дмитрий Долинин, Искусство кино, 2002
Похожую оценку дал фильму и актрисе Василий Васильевич Катанян: «Фильм слабый, но Елена Сафонова очень хороша».
Главным образом критиками положительно был отмечен дебют юной Романы Боринже, которая «поразительным образом сумела передать в своей героине сочетание скромности, причём скромности отнюдь не наигранной, с борением страстей». По словам Александра Фёдорова она «вошла в актёрский ансамбль на равных и блестяще сыграла взросление наивной и скромной девушки, одаренной музыкальным и душевным талантом». Кинокритик The Washington Post, будущий спичрайтер президента США Барака Обамы, Дессон Хоув с восхищением отозвался о её появлении на экране:

Благодаря сенсационному появлению начинающей Романы Боринже, фильм получает мощную встряску, которую он, возможно, и не заслужил. Как молодая пианистка в оккупированном Париже, она — неотразимый неогранённый бриллиант, самое сексуальное проявление на французском экране за многие годы. С глазами чернее дёгтя и свойствами ртути, что сменяются с глаз беспризорницы на глаза элегантной охотницы, она интересна во всём, что она делает. Когда она на экране, все остальные растворяются на заднем плане.
Оригинальный текст (англ.)Thanks to the sensational presence of newcomer Romane Bohringer, "The Accompanist" gets a powerful jolt it might not have deserved. As a young pianist in occupied Paris, she's a compelling uncut diamond, the sexiest presence on the French screen in years. With eyes darker than tar and mercurial features that switch from waiflike to elegantly haunted, she's interesting in everything she does. When she's on screen, everyone else dissolves into the background.
— кинокритик Дессон Хоув, The Washington Post, 1994

## Музыка
В фильме звучит музыка Моцарта (в частности, ария Барбарины из оперы «Свадьба Фигаро»), Шумана, Шуберта.

## Премии и номинации
- Три номинации на Премию «Сезар» в категориях: за лучшую операторскую работу (оператор Ив Анжело), самому многообещающему актёру (актёр Жюльен Расам), и за лучший звук.

## Интересный факт
- Экранная тайная любовь между персонажами фильма Ирен и Жаком окончилась настоящей свадьбой исполняющих эти роли актёров Елены Сафоновой и Самюэля Лабарта.